# カリ・スコグランド
カリ・スコグランド（Kari Skogland）は、カナダの映画監督、脚本家、プロデューサーである。2016年に彼女はインディペンデント系の製作会社のマッド・ラビットを設立した。

## 生い立ちと私生活
オンタリオ州オタワで生まれる。既婚者であり、娘を2人もうけている。

## キャリア
編集技師としてキャリアが始まる。その後監督となり、テレビ・コマーシャルやミュージック・ビデオを手がける。さらに彼女はテレビ番組の監督となり、1994年の『Dead at 21』と1996年の『Traders』を手がけた。『Traders』により彼女はジェミニ賞監督賞にノミネートされた。
1996年に初の長編映画作品『The Size of Watermelons』が公開され、ワールドフェスト・ヒューストンで銀賞を獲得した。1998年に彼女が手がけたCBCのテレビ映画『White Lies』はジェミニ賞や国際エミー賞の候補に挙がった。2009年3月には監督・脚本・製作を務めたベン・キングズレー、ジム・スタージェス、ローズ・マッゴーワン出演の映画『インファナル・ミッション -テロ組織潜入スパイの真実-』が公開された。その後彼女は『ボードウォーク・エンパイア 欲望の街』や『ボルジア家 愛と欲望の教皇一族』のエピソード、2014年のミニシリーズ『Sons of Liberty』、ヒストリー・チャンネルの『ヴァイキング 〜海の覇者たち〜』を監督した。2017年と2018年に彼女はHuluのオリジナルシリーズ『ハンドメイズ・テイル/侍女の物語』で第1シーズン最終回を含む数話を監督した。
スコグランドは映画業界における女性監督のガラスの天井について語っている。2018年の『ハンドメイズ・テイル/侍女の物語』について彼女は「女性の監督を見つけることができないと言われているが、その理由はアクセス権がなく、エントリーポイントが無いためだ。彼女らは一晩では現れない。成長し、発見されることができる空間が作られなけらばならない」と述べた。

## 主なフィルモグラフィ

### 映画
| 年   | 日本語題 原題                                                              | 役職             | 備考           |
| ---- | -------------------------------------------------------------------------- | ---------------- | -------------- |
| 1996 | The Size of Watermelons                                                    | 監督・製作       |                |
| 1997 | Men with Guns                                                              | 監督             |                |
| 1998 | Nothing Too Good for a Cowboy                                              | 監督             | テレビ映画     |
| 1998 | White Lies                                                                 | 監督             | テレビ映画     |
| 1999 | チャイルド Children of the Corn 666: Isaac's Return                        | 監督             | ビデオ映画     |
| 2000 | 愛する勇気 The Courage to Love                                             | 監督             | テレビ映画     |
| 2000 | ジョン・ジョン・イン・ザ・スカイ John John in the Sky                      | 脚本             |                |
| 2000 | Nature Boy                                                                 | 監督・脚本・製作 | 短編テレビ映画 |
| 2001 | サティスファクション Zebra Lounge                                          | 監督             | テレビ映画     |
| 2002 | スナイパー Liberty Stands Still                                            | 監督・脚本       |                |
| 2003 | リバーワールド Riverworld                                                  | 監督             | テレビ映画     |
| 2004 | ラフ・ショット Chicks with Sticks                                          | 監督             |                |
| 2005 | スピードスター Banshee                                                     | 監督             | テレビ映画     |
| 2006 | バニシング・シューター Rapid Fire                                          | 監督             | テレビ映画     |
| 2007 | The Stone Angel                                                            | 監督・脚本・製作 |                |
| 2008 | インファナル・ミッション -テロ組織潜入スパイの真実- Fifty Dead Men Walking | 監督・脚本・製作 |                |
| TBA  | Wind River: The Next Chapter                                               | 監督             |                |

### テレビシリーズ
| 年        | 日本語題 原題                                                       | 役職                   | 備考                                       |
| --------- | ------------------------------------------------------------------- | ---------------------- | ------------------------------------------ |
| 1994      | Dead at 21                                                          | 監督                   | 第1シーズン第5話「Gone Daddy Gone」        |
| 1996      | Traders                                                             | 監督                   | 計5話担当                                  |
| 1997      | ニキータ La Femme Nikita                                            | 監督                   | 第1シーズン第4話「キッズ」                 |
| 1998      | クロウ ザ・リベンジ The Crow: Stairway to Heaven                    | 監督                   | 計2話担当                                  |
| 2000      | Family Law                                                          | 監督                   | 第1シーズン第20話「The Witness」           |
| 2000-2003 | クィア・アズ・フォーク Queer as Folk                                | 監督                   | 計3話担当                                  |
| 2004      | Lの世界 The L Word                                                  | 監督                   | 第1シーズン第8話「Listen Up」              |
| 2005      | Terminal City                                                       | 監督                   | 計2話担当                                  |
| 2009-2012 | リスナー 心を読む青い瞳 The Listener                                | 監督                   | 計8話担当                                  |
| 2011      | End game〜天才バラガンの推理ゲーム〜 Endgame                        | 監督                   | 第1シーズン第12話「Polar Opposites」       |
| 2011      | ビーイング・エリカ Being Erica                                      | 監督                   | 第4シーズン第7話「Being Ethan」            |
| 2012      | ボードウォーク・エンパイア 欲望の街 Boardwalk Empire                | 監督                   | 第3シーズン第4話「強い男」                 |
| 2012-2013 | ボルジア家 愛と欲望の教皇一族 The Borgias                           | 監督                   | 第2シーズン第5話「選択のとき」             |
| 2012-2013 | ボルジア家 愛と欲望の教皇一族 The Borgias                           | 監督                   | 第2シーズン第7話「フォルリ包囲」           |
| 2012-2013 | ボルジア家 愛と欲望の教皇一族 The Borgias                           | 監督                   | 第3シーズン第1話「死の顔」                 |
| 2012-2013 | ボルジア家 愛と欲望の教皇一族 The Borgias                           | 監督                   | 第3シーズン第2話「粛清」                   |
| 2012-2013 | ボルジア家 愛と欲望の教皇一族 The Borgias                           | 監督                   | 第3シーズン第5話「残酷な劇場」             |
| 2012-2013 | ボルジア家 愛と欲望の教皇一族 The Borgias                           | 監督                   | 第3シーズン第6話「ロンギヌスの槍」         |
| 2013      | アンダー・ザ・ドーム Under the Dome                                 | 監督                   | 第1シーズン第4話「感染」                   |
| 2013      | アンダー・ザ・ドーム Under the Dome                                 | 監督                   | 第1シーズン第6話「暴動」                   |
| 2014      | ヴァイキング 〜海の覇者たち〜 Vikings                               | 監督                   | 計2話担当                                  |
| 2015      | Sons of Liberty                                                     | 監督・製作総指揮・脚本 | ミニシリーズ 計3話担当                     |
| 2015      | ペニー・ドレッドフル 〜ナイトメア 血塗られた秘密〜 Penny Dreadful   | 監督                   | 第2シーズン第8話「死すべき記憶は永遠に」   |
| 2015      | フィアー・ザ・ウォーキング・デッド Fear The Walking Dead            | 監督                   | 第1シーズン第4話「隔離された街で」         |
| 2015      | フィアー・ザ・ウォーキング・デッド Fear The Walking Dead            | 監督                   | 第1シーズン第5話「極秘コード」             |
| 2016      | ハウス・オブ・カード 野望の階段 House of Cards                      | 監督                   | 第4シーズン第11話「シリーズ50」            |
| 2016-2017 | ウォーキング・デッド The Walking Dead                               | 監督                   | 第6シーズン第10話「ジーザスと名乗る男」    |
| 2016-2017 | ウォーキング・デッド The Walking Dead                               | 監督                   | 第7シーズン第11話「自我を失い」            |
| 2017      | パニッシャー The Punisher                                           | 監督                   | 第1シーズン第4話「武器の調達」             |
| 2017-2018 | ハンドメイズ・テイル/侍女の物語 The Handmaid's Tale                 | 監督                   | 第1シーズン第10話「夜」                    |
| 2017-2018 | ハンドメイズ・テイル/侍女の物語 The Handmaid's Tale                 | 監督                   | 第2シーズン第3話「配達」                   |
| 2017-2018 | ハンドメイズ・テイル/侍女の物語 The Handmaid's Tale                 | 監督                   | 第2シーズン第4話「愛人」                   |
| 2017-2018 | ハンドメイズ・テイル/侍女の物語 The Handmaid's Tale                 | 監督                   | 第2シーズン第7話「その後」                 |
| 2017-2018 | ハンドメイズ・テイル/侍女の物語 The Handmaid's Tale                 | 監督                   | 第2シーズン第8話「女たちの仕事」           |
| 2018      | コンドル 〜狙われたCIA分析官〜 Condor                               | 監督                   | 第1シーズン第6話「虚構」                   |
| 2018      | コンドル 〜狙われたCIA分析官〜 Condor                               | 監督                   | 第1シーズン第7話「暗い森の中」             |
| 2019      | ノスフェラトゥ NOS4A2                                               | 監督・製作総指揮       | 第1シーズン第1話「近道」                   |
| 2019      | ノスフェラトゥ NOS4A2                                               | 監督・製作総指揮       | 第1シーズン第2話「できるかもしれない墓地」 |
| 2019      | ザ・ラウデスト・ボイス-アメリカを分断した男- The Loudest Voice      | 監督                   | ミニシリーズ 計3話担当                     |
| 2019      | ザ・ラウデスト・ボイス-アメリカを分断した男- The Loudest Voice      | 製作総指揮             | 計8話担当                                  |
| 2020      | ファルコン&ウィンター・ソルジャー The Falcon and the Winter Soldier | 監督・製作総指揮       | ミニシリーズ 計6話担当                     |